# Breviceps montanus
Breviceps montanus es una especie  de anfibios de la familia Brevicipitidae.

## Distribución geográfica
Es endémica de la Provincia Occidental del Cabo (Sudáfrica).

## Estado de conservación
Se encuentra amenazada por la pérdida de su hábitat natural.